# Казерта (провінція)
Провінція Казерта (італ. Provincia di Caserta) — провінція в Італії, у регіоні Кампанія.
Площа провінції — 2 639 км², населення — 920 452 осіб.
Столицею провінції є місто Казерта.

## Географія
Межує на північному заході з регіоном Лаціо (провінцією Латіна і провінцією Фрозіноне), на півночі з регіоном Молізе (провінцією Ізернія і провінцією Кампобассо), на сході з провінцією Беневенто, на півдні з провінцією Неаполь, на південному заході з Тірренським морем.